# رولاند یانگ
رولاند یانگ (انگلیسی: Roland Young؛ ‏ ۱۱ نوامبر ۱۸۸۷ – ۵ ژوئن ۱۹۵۳) بازیگر اهل بریتانیا بود.
از فیلم‌ها یا برنامه‌های تلویزیونی که وی در آن نقش داشته است می‌توان به این همان شب است، داستان فیلادلفیا، دیوید کاپرفیلد، زن دو چهره، راگلزهای رد گپ، یک ساعت با تو اشاره کرد.